# 莱姆韦德
莱姆韦德（德語：Lemwerder，發音：[ˈlɛmvɛʁdɐ]）是德国下萨克森州威悉马施县的市镇，面积36.39平方千米，2023年12月31日人口为7,125人。